# Sint-Jansplein (Antwerpen)
Het Sint-Jansplein is een van de grootste pleinen van Antwerpen en is gelegen in het noorden van de stad. Het plein heeft een vierkante plattegrond met rondom een zoom van bomen. Op het plein worden wekelijkse markten (op woensdag en vrijdag) maar ook regelmatig grote evenementen georganiseerd.

## Geschiedenis

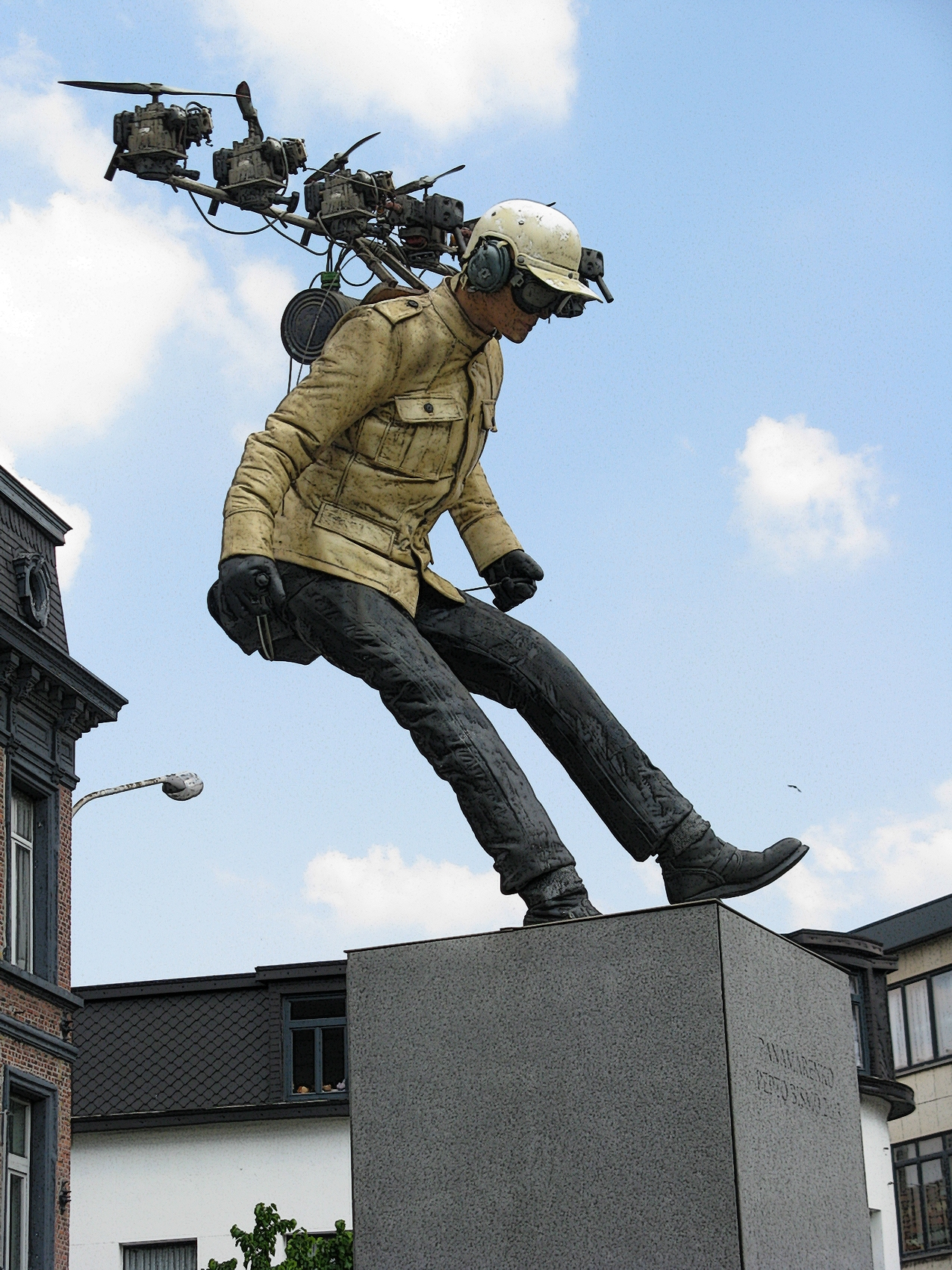
Pepto Bismo (Panamerenko)

Op 8 augustus 1868 werd in een collegebesluit vastgelegd dat het nieuw aan te leggen stadsplein vernoemd zou worden naar herberg Den ouden Sint-Jan. Met de daadwerkelijke aanleg van het plein werd kort daarna, rond 1870 begonnen.
In de loop van de twintigste eeuw onderging het plein enkele ingrijpende veranderingen. In 1956 werd de kenmerkende kiosk in het midden van het plein, waar eerder vaak orkesten speelden, gesloopt. Het decoratieve bouwwerk was niet goed onderhouden en daardoor onveilig geworden. In de jaren zestig werd de oorspronkelijke bestrating met kasseien met een laag asfalt bedekt.
In de jaren negentig ontstond echter de wens om het tamelijk kaal geworden plein te vernieuwen en te voorzien van een ondergrondse parkeergarage. Vanaf 1999 werden die plannen gerealiseerd en in 2001 werd het geheel vernieuwde Sint-Jansplein officieel ingehuldigd. Op het plein werd in 2003 een door de kunstenaar Panamarenko geschonken sculptuur van een vliegenier geplaatst, met de titel "Pepto Bismo". 
In 2020 werd een paviljoen dat voorheen een openbaar toilet huisvestte, later  ingericht als horecazaak, volledig beschilderd met een kleurrijk mozaïek door Werner Mannaers. In 2024 wordt voor het gebouwtje een nieuwe bestemming gezocht.
Sinds 2022 geldt op en rond het plein een alcoholverbod.
Op het plein staan drie panden die zijn aangemerkt als Onroerend Erfgoed:
- Postkantoor in neo-Vlaamse renaissancestijl, Sint-Jansplein 4
- Magazijn Kraannatie, Sint-Jansplein 51 + 53

## Bron
- http://www.sintjansplein.be/